# Vjetroagregat
Vjetroagregat je rotirajući stroj koji pretvara kinetičku energiju vjetra prvo u mehaničku, a zatim preko električnih generatora u električnu energiju. Pri tome se rotor vjetroturbine i rotor električnog generatora nalaze na istom vratilu. Vjetroagregat je još poznat pod nazivima vjetroturbina i  vjetrogenerator, a u stvari vjetroagregat se sastoji od vjetroturbine i vjetrogeneratora. Mnogi ga još nazivaju i vjetroelektrana, što nije sasvim točno, pošto pojam vjetroelektrana označava niz blisko smještenih vjetroagregata, najčešće istog tipa, izloženih istom vjetru i priključenih posredstvom zajedničkog rasklopnog uređaja na električnu mrežu.
Vjetroagregati koriste energiju vjetra, koja se ubraja u obnovljive izvore energije.

## Povijest vjetroagregata
Prvi uređaji pokretani vjetrom napravljeni su s namjerom da automatiziraju i olakšaju procese mljevenja pšenice i pumpanja vode. Najstariji poznati uređaji pojavili su se u Perziji oko 200 godina pr. Kr. Između 5. i 9. stoljeća po Kr. u Perziji se pojavljuju uređaji koji su koristili  dizajn s okomitom osi vrtnje. Vjeruje se da im je zadaća bila pumpanje vode. Prve vjetrenjače pojavljuju se u Zapadnoj Europi u 14. stoljeću i koriste dizajn s vodoravnom osi vrtnje. Sve do kraja 19. stoljeća vjetrenjače se i dalje koriste za mljevenje pšenice i pumpanje vode, a najviše ih je bilo u Europi (Danska i Nizozemska), te u Perziji i Afganistanu. Prvi vjetroagregat s namjenom proizvodnje električne energije izgradio je Charles F. Brush u američkom gradu Clevelandu u Ohiju. Ta vjetrenjača imala je promjer od 17 m i 144 lopatice od cedrovog drveta. 1891. Dane Poul La Cour je razvio prvi vjetroagregat koji je pratio načela aerodinamičkog dizajna. Predhodnik suvremenih tubina s vodoravnom osi pušten je u pogon 1931. godine u Jalti, na području bivšeg SSSR-a. Bio je to 100 kilovatni generator, priključen na 6,3 kV mrežu.
Tijekom sedamdesetih, te posebice osamdesetih godina prošlog stoljeća, vjetroagregati su prešli s kućne i agrikulturalne upotrebe na masovniju upotrebu u vjetroelektranama s jedinicama snage od 50 do 600 kW. Do ranih devedesetih većina vjetroelektranskih instalacija se odnosila na Kaliforniju, gdje gradnja vjetroelektrana doživljava pravi procvat, ali se pojavljuju i neki loši dizajnerski koncepti (primjerice Mehrkam) ili nedovoljno razvijeni koncepti (ESI-54). U Europi i Aziji trend korištenja vjetroagregata rastao je polaganije kroz osamdesete i rane devedesete. Veća cijena električne energije i izvrsni resursi vjetra stvorili su malo ali stabilno tržište u Sjevernoj Europi. Nakon 1990. tržište se većinom premjestilo na  Europu i Aziju, te je instalirano više tisuća MW snage iz vjetroelektrana.

## Energija vjetra
Sva obnovljiva energija dolazi od Sunca. Sunce prema Zemlji zrači oko 5,25 kWh/m2 na dan (Sunčeva konstanta je 1,366 kW/m2). Oko 1 do 2% energije koja dolazi od Sunca pretvara se u energiju vjetra. To je primjerice od 50 do 100 puta više od energije pretvorene u biomasu, od svih biljaka na Zemlji. Vjetroagregat dobiva ulaznu snagu pretvaranjem sile vjetra u okretnu silu koja djeluje na lopatice rotora. Količina energije koju vjetar prenosi na rotor ovisi o površini kruga koji čini rotor u vrtnji, brzini vjetra i gustoći zraka. Pri normalnom atmosferskom tlaku i pri temperaturi od 15 °C zrak teži otprilike 1,225 kg/m3, ali se povećanjem vlažnosti i gustoća povećava. Također vrijedi da je zrak gušći kada je hladniji nego kad je topliji. Na visokim nadmorskim visinama tlak zraka je niži, pa je zrak rjeđi. Vjetroturbina iskrivljuje putanju vjetra i prije nego što vjetar dođe do lopatica rotora. To znači da se ne može iskoristiti sva energija iz vjetra (Betzov zakon). Krivulja izlazne električne snage prikazuje ovisnost proizvedene električne snage o brzini vjetra. Uobičajeno je da vjetroagregati počinju raditi pri brzinama od 3 do 5 m/s, nazivna snaga im je na 12 – 15 m/s, a obustava rada nastupa pri brzini vjetra između 20 i 25 m/s (neki i do 30 m/s) zbog mogućnosti mehaničkih oštećenja.

## Dijelovi vjetroagregata
Glavni dijelovi vjetroagregata su: rotor ili vjetroturbina (sastoji se od glavčine, vratila i lopatica – obično 3 lopatice), kočioni sustav, elementi za uležištenje sporohodnog vratila, upravljački i nadzorni sustav, električni generator, zakretnik ili oprema za zakretanje, kućište stroja ili gondola, stup, prijenosnik snage (obično multiplikator), temelj, transformator, spoj na elektroenergetski sustav i posebna oprema.

## Način rada
Kao što je već rečeno,vjetroagregati koriste energiju vjetra. Promatrajmo stupac zraka koji ima neku brzinu v i masu m. Kinetička energija u ovom slučaju iznosi:
{\displaystyle E={\begin{matrix}{\frac {1}{2}}\end{matrix}}mv^{2}}
Masa zraka je određena s gustoćom {\displaystyle \rho } ,površinom kroz koju struji A, brzinom v i vremenom t ,dakle vrijedi {\displaystyle m=\rho \ Avt}. Snaga vjetra je derivacija kinetičke energije po vremenu, pa time dobijemo izraz za raspoloživu snagu vjetra:
{\displaystyle P={\begin{matrix}{\frac {\rho \ Av^{3}}{2}}\end{matrix}}}
Dakle, snaga vjetra je proporcionalna brzini vjetra na treću potenciju. Zato je bitno precizno poznavati iznos brzine vjetra, jer se svako odstupanje multiplicira pri izračunu snage vjetra.Važan alat pri analizi učinkovitosti vjetroagregata je takozvana krivulja snage. Na okomitoj osi smješta se snaga u vjetru, a na vodoravnu os brzina vjetra. Nešto kompliciranija analiza je potrebna da bi se odredila maksimalna snaga koju vjetroelektrana može preuzeti, zato što lopatice vjetroturbine obavezno utječu na vjetar da bi izvukle njegovu snagu.Promatrajmo ponovo isti stupac zraka. On "putuje" do rotora vjetroturbine početnom brzinom v, te usporava do brzine {\displaystyle v_{1}} kad dosegne rotor (to se događa zbog promjena u tlaku). Rotor preuzima dio energije vjetra, tako da se zrak koji struji iza rotora kreće još sporije brzinom {\displaystyle v_{2}}. Naravno, ista masa zraka koja je putovala prema rotoru i napušta rotor. Volumen stupca zraka iza turbine se povećava, zbog toga što se masa zraka giba sporije, što prisiljava zrak da se proširi, tako omogućujući kontinuirano strujanje.
Algebarskim proračunom dobije se da je snaga dobivena iz vjetra jednaka:
{\displaystyle P={\begin{matrix}{\frac {1}{2}}\end{matrix}}\rho \ Av^{3}4a(1-a)^{2}}
gdje je a faktor aksijalne indukcije koji se definira sa:
{\displaystyle a={\begin{matrix}{\frac {v-v_{1}}{v}}\end{matrix}}}
Sada možemo definirati koeficijent snage {\displaystyle C_{p}} kao omjer snage preuzete od strane rotora i snage vjetra:
{\displaystyle C_{p}=4a(1-a)^{2}}
Koeficijent snage ukazuje na efikasnost turbine baziranu isključivo na konceptu stupca zraka, zanemarujući stvarne uvjete, te neizbježne mehaničke i elektroničke gubitke. Ako deriviramo koeficijent snage i izjednačimo ga s nulom (odnosno tražimo njegov maksimum) dobijemo da je maksimalna vrijednost faktora a jednaka 1/3, odnosno pri toj vrijednosti od a {\displaystyle C_{p}} iznosi  16/27, odnosno 0.59. Ovo ograničenje je poznato pod nazivom  Betzov zakon, odnosno Betzov koeficijent. Dakle, on označava maskimalnu teoretsku iskoristivost vjetropotencijala. Maksimalna praktična iskoristivost se kreće od 35% do 45%.
Ovime smo pojasnili kako vjetroagregat preuzima energiju vjetra, a sada još moramo pojasniti kako ju pretvara u električnu energiju. Naime, na osovinu vjetroturbine je vezan električni generator direktno ili indirektno preko prijenosnika. Mogu se koristiti i asinkroni i sinkroni generatori. Asinkroni su jeftiniji izvedbom pa se i češće koriste. Sinkroni imaju bolje pogonske karakteristike, pa se i oni nerijetko koriste unatoć većoj cijeni. Dakle, vjetroturbina preko lopatica energiju vjetra pretvara u okretni moment vratila koji preko zupčastog mijenjača okretni moment predaje električnom generatoru koji ga pretvara u električnu energiju. Zakretni mehanizam postavlja lopaticu na optimalni kut. Vjetroagregati posjeduju mehanizam koji u suradnji s anemometrom preko nazubljenog prstena cijeli ustroj turbine postavlja okomito na pravac vjetra. Glavno vratilo ima disk kočnicu koja zaustavlja turbinu u slučaju prevelike brzine vjetra. Rad cijelog sustava nadzire elektronički kontrolni sklop.

### Snaga vjetroagregata
Da bismo znali iznos snage koju turbine dobiva od vjetra, potrebno je poznavati brzinu vjetra na turbinu i snagu same turbine. Največe turbine proizvode maksimalnu snagu pri brzini vjetra od 15 m/s. Diametar turbine je važni čimbenik u tome koliko energije turbina može proizvesti. Pri povećanju diametra rotora, povećava se i visina vjetrenjače što nam omogućuje dostizanje veće brzine vjetra.
| Veličina rotora i maksimalna izlazna snaga | Veličina rotora i maksimalna izlazna snaga |
| Dijametar rotora (m)                       | Izlazna snaga (kW)                         |
| ------------------------------------------ | ------------------------------------------ |
| 10                                         | 25                                         |
| 17                                         | 100                                        |
| 27                                         | 225                                        |
| 33                                         | 300                                        |
| 40                                         | 500                                        |
| 44                                         | 600                                        |
| 48                                         | 750                                        |
| 54                                         | 1000                                       |
| 64                                         | 1500                                       |
| 80                                         | 2000                                       |
| 72                                         | 2500                                       |

## Vrste vjetroagregata
Vjetroagregati se prema osi vrtnje mogu podijeliti na one s okomitom osi vrtnje (eng. VAWT-Vertical Axis Wind Turbine) i na one s vodoravnom osi vrtnje (eng. HAWT-Horizontal Axis Wind Turbine). Većina komercijalnih vjetroagregata priključenih na mrežu je vodoravnog tipa. Izvedbe s okomitom osi su mnogo rjeđe.

### Vjetroagregati s vodoravnom osi vrtnje
Turbine s vodoravnom osi vrtnje su one čija je os vrtnje paralelna sa smjerom struje vjetra i tlom. Većina komercijalnih turbina je ovog tipa. Najčešće su izvedbe s 3 lopatice, a ponekad se mogu vidjeti i izvedbe s 2 lopatice. One imaju rotor, vratilo i električni generator smještene u kabini na vrhu visokog stupa, te moraju biti okrenute direktno prema vjetru, za što se koristi senzor uparen sa servo motorom. HAWT turbine se mogu podijeliti na one koje gledaju prema vjetru i na one koje gledaju od vjetra. Velika većina gleda prema vjetru, jer na taj način izbjegava utjecaj turbulencija koje nastaju iza turbine. Osnovna prednost HAWT turbina koje gledaju od vjetra je ta što se u njih ne moraju ugrađivati mehanizmi za zakretanje turbine, ali nisu toliko pouzdane i trajne kao "obične" HAWT turbine.

#### Uobičajeni moderni vjetroagregati
Kao što je već napomenuto, većina modernih vjetroagregata ima 3 lopatice i elektronički sustav koji ih usmjerava prema vjetru. One imaju veliku obodnu brzinu (nekoliko puta veću od brzine vjetra), visok stupanj iskoristivosti, te dobru pouzdanost. Lopatice se najčešće boje u sivu boju kako bi se stopile s okolnim oblacima. Lopatice mogu biti duge od 20 pa sve do 50 i više metara. Prognoze kažu da će se do 2010. pojaviti vjetroagregati s promjerom lopatica od 180 metara, koje će imati snagu izmešu 8 i 12 MW. Čelični tornjevi variraju visinom od 60-ak pa sve do 100 i više metara visine. Općenito je dizajn tornja važan faktor kod vjetroagregata s vodoravnom osi. To je zato što na višoj nadmorskoj visini vjetar struji brže. Ilustracije radi, s dvostrukim povećanjem nadmorske visine, brzina vjetra se povećava 10% po danu, te čak između 20% i 60% po noći. Za vjetroturbine s vodoravnom osi vrtnje najčešće se uzima da je visina tornja 2 do 3 puta veća od duljine lopatica. Lopatice se vrte brzinom od 10 do 22 okretaja po minuti. Ta brzina se pomoću prijenosnog sustava (multiplikator) uvećava i predaje električnom generatoru. Sve vjetroelektrane opremljene su sustavom za zaustavljanje turbine kod prevelikih brzina vjetra, čime se sprijećava potencijalno oštećenje turbine.

#### Prednosti vjetroagregata s vodoravnom osi vrtnje
- Glavna prednost je dosta veća učinkovitost u proizvodnji električne energije;
- Postavljanje na visoke tornjeve omogućava pristup većim brzinama vjetra;
- Lopatice se nalaze sa strane, ako se gleda iz centra mase vjetroagregata, što poboljšava stabilnost;
- Mogućnost zakreta lopatica, što daje veću kontrolu, omogućuje namještanje optimalnog kuta, tako da vjetroagregat iskoristi maksimum energije vjetra;
- Mogućnost učvršćenja (fiksacije) lopatica u oluji, što minimizira potencijalnu štetu.

#### Nedostatci vjetroagregata s vodoravnom osi vrtnje
- Većina ovakvih vjetroagregata zahtjeva sustav za zakretanje turbine, što dodatno poskupljuje izvedbu;
- Problematičan rad u vjetrovima na malim nadmosrkim visinama koji su često turbulentni;
- Visoki tornjevi i duge lopatice rotora turbine su problematične za prijevoz i na moru i na kopnu. Transportni troškovi mogu zauzimati do 20% od ukupnih troškova opreme;
- HAWT turbine su problematične za postavljanje, jer zahtijevaju vrlo visoke i skupe dizalice;
- Izvedbe koje gledaju od vjetra pate od smanjene trajnosti i pouzdanosti zbog turbulencija kojima su izložene.

### Vjetroagregati s okomitom osi vrtnje
Njihova glavna značajka je što im je os vrtnje postavljena okomito. Glavna prednost ovakve konstrukcije je da turbina ne treba biti uperena direktno u vjetar da bi bila učinkovita. To je prednost na lokacijama gdje je smjer vjetra dosta promjenjiv. Dakle VAWT turbina može iskoristiti energiju iz različitih smjerova vjetra. Vjetroturbine s okomitom osi mogu biti postavljene bliže tlu i ne trebaju im visoki tornjevi, zbog čega su pristupačnije za održavanje. Loša strana toga je ta da su brzine vjetra na manjim nadmorskim visinama dosta manje, što za sobom povlači činjenicu da je manje energije raspoloživo za pretvorbu. Uz to, strujanje zraka blizu tla i drugih objekata je često turbulentno, što sa sobom nosi nezgodne pojave kao što su vibracije, te brže trošenje ležajeva i kraći životni vijek kao njihovu posljedicu. Međutim, ako se vjetroagregat postavi na krov zgrade, ona preusmjereava strujanje vjetra što značajno povećava (ponekad i udvostručuje) brzinu strujanja.

#### Podvrste vjetroagregata s okomitom osi vrtnje
VAWT turbine se mogu grubo podijeliti na Darrieusove i Savoniusove turbine. Nijedna od njih danas nije u široj komercijalnoj upotrebi. Postoje još neki i drugi tipovi.

##### Darrieusova turbina
Darrieusova turbina ima duge tanke lopatice u obliku slova C, koje su spojene pri vrhu i dnu okomite osi. Takve lopatice joj daju pomalo jajast izgled (eng. nadimak Eggbeater turbine). Najčešće se izrađuje s 2 ili 3 lopatice. One imaju dobru iskoristljivost, ali također proizvode značajna ciklička naprezanja koja dovode do slabije pouzdanosti. Također, one zahtijevaju vanjski izvor struje, koji će im pomoći pri pokretanju, jer je njihov početni okretni moment slab. Radi slabije stabilnosti moraju ih pridržavati metalni kabeli, što nije uvijek praktično. Kod novijih izvedbi to nije uvijek slučaj, jer imaju vanjsku substrukturu pričvršćenu na gornji ležaj.

##### Spiralna Gorlov turbina
Gorlov turbina je nastala kao dizajnersko unapređenje Darrieusove turbine. Ona koristi spiralne lopatice. Ona rješave neke probleme Darrieusove turbine, kao prvo, može se sama pokrenuti, odnosno ne treba joj vanjski električni izvor, te su smanjene vibracije i buku. Po iskoristljivosti (do 35%) je usporediva s najboljim VAWT turbinama.

##### Giromill
Ovo je još jedan podtip Darrieusove turbine koji koriste ravne lopatice, a ne zakrivljene. Navodno su ruski znastvenici uspjeli unaprijediti iskoristljivost ove turbine na čak 38 %.

##### Savoniusova turbina
Savoniusova turbina izumljena je u Finskoj. Karakterizira ju oblik slova S ako se gleda odozgo. Ova turbina se okreće poprilično sporo, ali stvara značajan okretni moment. Zbog svoje male okretne brzine nije pogodna za proizvodnju električne energije u većim količinama. Međutim, proizvedene su male Savoniusove turbine pretežno za kućnu upotrebu.

#### Prednosti turbina s okomitom osi vrtnje
- Lakše za održavanje, jer su načelno svi rotacijski dijelovi smješteni bliže tlu;
- Nije im potreban mehanizam za zakretanje, što pojeftinjuje izvedbu;
- Dobre za korištenje na mjestima gdje je brzina vjetra visoka blizu tla (naprimjer razni prolazi i kanjoni);
- Ne treba im visoki toranj, što bitno pojeftinjuje izvedbu;
- Ne moraju se okretati prema smjeru puhanja vjetra, što ih čini jako dobrima u uvjetima turbulentnog vjetra;
- Teoretski mogu biti mnogo veće od HAWT turbina, primjerice plutajuće turbine s okomitom osi s promjerom od više stotina metara, kod kojih se cijela struktura rotira, pa bi uklonile potrebu za velikim i skupim ležajevima.

#### Nedostatci turbina s okomitom osi vrtnje
- Većina VAWT turbina ima iskoristivost u rangu 50% iskoristivosti turbina s vodoravnom osi vrtnje. To je većinom zbog dodatnog otpora koji nastupa zbog toga što se lopatice rotiraju u vjetar;
- Većina VAWT turbina mora biti postavljena na relativno ravan dio tla, tako da su im mnoge lokacije koje mogu iskoristiti HAWT turbine jednostavno prestrme;
- Većina VAWT turbina ima jako malen početni okretni moment, pa trebaju vanjski izvor energije da započnu okretanje;
- Iako je većina njihovih dijelova smještena na tlu, što je svakako prednost, oni su ipak opterećeni velikom težinom strukture iznad njih, što u slučaju nedovoljno dobrog dizajna znatno otežava izmjenu dijelova.

### Nekonvencionalne vrste
Nekonvencionalni vjetroagregati su oni koji se značajno razlikuju od najčešćih vrsta u uporabi. Zbog velikog porasta ove industrije postoje mnogobrojni projekti koji su u razvoju ili su predloženi zbog svojih jedinstvenih značajki. Širok raspon dizajna odražava tekuće komercijalne, tehnološke i inventivne interese u prikupljanju vjetroenergije u što efikasnijoj i najvećoj mogućoj mjeri, uz troškove koji mogu biti manji ili veći od konvencionalnih HAWT vjetroturbina s tri lopatice. Neke imaju ograničenu komercijalnu upotrebu, dok su druge samo skice ili teorijski koncepti bez praktičnih primjena. Takvi nekonvencionalni nacrti pokrivaju širok raspon inovacija, uključujući različite vrste rotora, osnovne funkcionalnosti, potporne strukture i faktore oblika.

#### Maglev vjetroturbina
Maglev vjetroturbina je vjetroturbina s okomitim vratilom (VAWT) koja ima mnogo jednostavniji i jeftiniji generator, jednostavnije namještanje, mogućnost proizvodnje pri slabijim, ali i jakim vjetrovima. Uz to, njihova je visina manja nego visina konvencionalnih vjetroturbina, a radovi na postavljanju jednostavniji.

#### Vjetreni pojas
Zaokupljen pojavom rezonancije i njene fizikalne energijske moći koja se očitavala na Tacoma Narrows mostu u SAD-u, kada je most pod utjecajem snage vjetra oscilirajućeg gibanja počeo oscilirati. Od siline vjetra i oscilirajućeg gibanja, most se naposljetku urušio. Poučen time, izumitelj Shawn Frayn je 2004. godine pronašao novi način generiranja električne energije iz snage vjetra. Njegov izum radi na principu tanke membrane, koja pod utjecajem snage vjetra oscilira i potiče osciliranje malih i laganih magneta smještenih na sam rub trake, koji ne smiju utjecati na osciliranje trake i koji su pričvršćeni za nju. Osciliranjem magneta na tankoj membrani između dva namotaja bakrene žice koji su pričvršćeni na kućište, preko elektromagnetske indukcije, inducira se električna struja. Time se snaga vjetra, koja više ne služi za pokretanje raznih rotacijskih tijela služi da omogući vibriranje tanke trake na kojoj su pričvršćeni magneti. Time se snaga vjetra pretvara u mahaničko gibanje očitovano u vibraciji trake, a s njome i magneta. Nažalost, tvrdnje izumitelja kako je njegov uređaj 10 do 30 puta učinkovitiji od malih vjetroagregata pobijenih su testovima.

## Podjela vjetroagregata po veličini
Vjetroagregate prema veličini (odnosno instaliranoj snazi) možemo grubo podijeliti u 3 skupine:
- Male: one imaju instaliranu snagu od 1 do 100 kW. Koriste se prvenstveno kod dalekih, izoliranih mjesta, a postoji mnogo različitih izvedbi i rješenja.
- Srednje: one imaju instaliranu snagu između 100 kW i 1,5 MW. One se često priključuju na mrežu, bilo samostalno ili u grupi, te su u potpunosti u komercijalnoj upotrebi.
- Velike: one imaju instaliranu snagu veću od 1,5 MW. Većina takvih vjetroagregata se postavlja na pučinu, gdje su brzine vjetra i najveće. Vjetroagregati ove veličine su još u intenzivnom razvoju.

### Mali vjetroagregat
Mali vjetroagregat je po načinu rada uglavnom jednak velikim vjetroagregatima i s razvojem industrije primjenjuju se novi materijali, čime se bitno poboljšala pouzdanost i raspoloživost uređaja. Paralelno s razvojem velikih vjetroagregata počeli su se razvijati i mali vjetroagregati kao zasebno tržište. Iako ovakav sustav zahtijeva prilična početna ulaganja, cijenom je postao konkurentan tradicionalnim izvorima energije, ako se uzme u obzir cijeli životni vijek postrojenja i izuzeće troškova priključka na električnu mrežu. Malim vjetroagregatima se smatraju jedinice do 10 kW, koje su namijenjene zadovoljenu energetskih potreba na razini kućanstva.

## Lokacije
Vjetroagregati su iskoristivi na lokacijama gdje je prosječna brzina vjetra veća od 4.5 m/s. Idealna lokacija bi trebala imati konstantno strujanje vjetra bez turbulencija i s minimalnom vjerojatnosti naglih olujnih udara vjetra. Lokacije se prvo selektiraju na osnovi karte vjetra, te se onda potvrđuju praktičnim mjerenjima. Možemo ih podijeliti na kopnene, priobalne i lokacije na moru.

### Lokacije na kopnu
Kopnene instalacije vjetroagregata najčešće se nalaze u brdovitim područjima barem 3 kilometra udaljene od obale. One se najčešće smještaju na vrh brda ili padine, jer na taj način iskorištavaju takozvanu topografsku akceleraciju koju vjetar dobije prelazeći preko uzvisine. Ta dodatna brzina vjetra  radi značajnu razliku po pitanju proizvodnje električne energije. Posebna pažnja se mora posvetiti točnom postavljanju turbina, jer ponekad mala visinska razlika može imati značajan utjecaj na proizvodnju električne energije. Često je instalacija vjetroagregata dosta kontroverzno pitanje, zbog toga što neke lokacije koje su pogodne za instalaciju vjetroturbine imaju veliku prirodnu ljepotu ili su ekološki značajne (primjerice stanište različitih vrsta ptica.

### Priobalne lokacije
Priobalne lokacije nalaze se unutar radijusa od 3 km od mora ili na moru unutar 10 km od kopna. Ove lokacije su jako pogodne za instalaciju vjetroagregata, zbog vjetra proizvedenog zbog različitog zagrijavanja kopna i mora. Najčešća pitanja vezana uz ovakve instalacije vjetroelektrana vezana su uz migraciju ptica, utjecaj na morski život, troškove i mogućnosti transporta i vizualnu estetiku.

### Lokacije na moru
To su one lokacije koje su udaljene više od 10 km od kopna. Vjetroinstalacije na tim lokacijama su manje napadne i izgledom i bukom. Činjenica da voda (a posebice duboka voda) ima manju površinsku "hrapavost" od kopna jako utječe na brzine vjetra, koje su mnogo veće na moru. Faktori snage Cp su mnogo veći kod takvih instalacija. Kod lokacija s produženim plićinama (kao primjerice u Danskoj), vjetroelektrane je lako instalirati, međutim to baš i nije slučaj kod lokacija koje nemaju takve karakteristike. Opčenito govoreći, morske instalacije vjetroagregata su načelno skuplje od kopnenih. To je zbog toga što su im tornjevi viši kada se uračuna dio ispod  vode i što je sama izgradnja skuplja. Proizvedena električna energija se do kopna prenosi putem podmorskog kabela. Održavnje je također skuplje, a mora se paziti i na zaštitu od korozije, zbog čega se često dodaju dodatni premazi i katodna zaštita. Takve turbine su najveće turbine u pogonu i predviđa se da će njihova veličina (i insalirana snaga) i dalje rasti. Vjetroelektrane smještene na moru znaju imati i više od 100 vjetroagregata.

### Visinske vjetroelektrane
Koncept visinskih vjetroelektrana se zasniva na iskorištenju energije vjetra u višim slojevima atmosfere. One predstavljaju dizajnirani koncept vjetroelektrana koji su na različite načine podignuti u visinu bez potpore tornja. Možemo ih podijeliti u dvije skupine: one za iskorištavanje vjetra na nižim visinama te na one koje to mogu na višim visinama. Tijekom posljednjih 20 godina napravljeno je nekoliko desetaka projekata i koncepata od kojih se istaknula nekolicina koje imaju šanse za realizaciju. Zajedničko im je to što su predviđene za iskorištavanje vjetra na visinama većim nego što to mogu vjetroelektrane montirane na tlu, mogućnost montaže na bilo kojoj lokaciji na svijetu te su u potpunosti ekološki prihvatljive, jer ne ispuštaju stakleničke plinove. Visinske vjetroelektrane na taj način mogu proizvoditi električnu energiju 90% vremena, dok bi one na zemlji to činile maksimalno 35% vremena. To bi rezultiralo pojeftinjenjem električne energije i zahtijevalo bi manje vjetroelektrana za istu količinu električne energije.

## Današnja situacija i budući trendovi u razvoju vjetroagregata
Vjetroelektrane proizvode više od 1% ukupne proizvedene električne energije. U 2007. dodano je 19,7 MW snage iz vjetroelektrana. S tim dodanim kapacitetima ukupan kapacitet vjetroelektrana u svijetu iznosi 93 849 MW na kraju 2007. Stopa porasta instalirane snage vjetroagretgata za 2007. iznosi 26,6%, a u 2006. instalirani kapacitet je porastao za 25,6%. Ta instalirana snaga proizvodi oko 200 TWh električne energije godišnje, što je otprilike 1,3% ukupne proizvodnje. U nekim zemljama i regijama vjetroelektrane sudjeluju s više od 40% proizvedene električne energije. Na području vjetroenergetike zaposleno je 350 000 ljudi diljem svijeta. U razdoblju između 1998. i 2007. ukupna instalirana snaga vjetroelektrana povećala se deseterostruko. Europa vodi s 61% od ukupne instalirane snage, slijede Amerika s 20% i Azija s 17%. Od pojedinih zemalja vodeće su Njemačka (22 GW), SAD (16 GW)  i Španjolska (15 GW).
Krajem 2010. na svijetu je bilo instalirano oko 197 GW vjetroagregata, a godišnji prirast je bio oko 35 - 40 GW (37 642 GW 2010.). Kina je preuzela vodeće mjesto u godišnjoj količini instalacija s udjelom većim od 50%, a i vodeće mjesto u ukupno instaliranoj snazi, gdje je obišla SAD. U Europi prva dva mjesta drže Njemačka i Španjolska. Sektor vjetra u svijetu je tokom 2010. napravio prometa 40 milijardi eura, a u industriji vjetra je bilo zaposleno oko 670 000 ljudi. Najveći udio energije vjetra u ukupnoj proizvodnji je u Danskoj (21%), Portugalu (18%) i Španjolskoj (16%).
Najveći svjetski proizvođač vjetroagregata je trenutačno danski Vestas, drugi je kineski Sinovel, a prate ih američki GE, i kineski Goldwind. Na petom mjestu je njemački Enercon. Treba napomenuti da su moderni vjetroagregati napravljeni potpuno u skladu sa zahtjevima električnih prijenosnih i distribucijskih mreža, odnosno prema pravilima funkcioniranja istih, te gotovo po svemu imaju osobine klasičnih elektrana. Jedina iznimka je intermitentnost samog izvore energije.

### Ekonomija
Cijenu energije vjetra određena je cijenom instalacije same turbine, kamatnoj stopi na uložen novac i količini proizvedene energije. Moderni vjetroagregati koštaju između 900 - 1200 eura/kW, znatnije veća od investicijske cijene plinsko-parne termoelektrane (550 - 850 eura/kW), sumjerljivo elektranama na ugljen. Ta cijena se odnosi na velike vjetroelektrane koje sadrže mnogo velikih jedinica, dok je cijena manjih jedinica veća. Još prije desetak godina vjetroelektrane su bile neisplativ izvor električne energije, jer tada cijenom i snagom nisu mogle konkurirati dominantnim tehnikama proizvodnje električne energije. Danas je situacija znatno drugačija zahvaljujući unaprjeđenju tehnologije proizvodnje, zbog koje se visina cijene električne energije dobivene iz vjetroelektrane približila prihvatljivim vrijednostima. JOš krajem 80-ih godina cijena električne energije dobivene iz vjetroelektrana iznosila je 38 centi/kWh, dok je 2003. ta cijena pala na samo 3 centa/kWh. Danas je uobičajena cijena između 4 i 6 centi/kWh (sredinom 2009. cijena temeljne električne energije na lajpciškoj burzi EEX bila oko 4,5 eurocenta/kWh, a garantirana je otkupna cijena vjetroelektrične proizvodnje u Hrvatskoj bila od 8,9 do 9,6 centa/kWh (0,65 - 0,71 kn/kWh), a u Europi između 5,7 i 12,7 centa/kWh). Osnovno nastojanje stručnjaka je smanjenje cijene proizvodnje energije na 2 do 3 centa/kWh. Time bi vjetar kao energetski izvor postao konkurentan elektranama na fosilna goriva, odnosno iskorištenje energije vjetra bi podrazumijevalo prodor obnovljivih izvora energije na svjetskom tržištu energenata. Budući da Europa nema dovoljnu kontrolu tržišta fosilnih goriva, zadnjih 10 godina može se uočiti njezino intenzivno istraživanje i gradnja postrojenja koja koriste alternativne izvore energije, a kao najrazvijenije među njima ističe se iskorištavanje vjetra.

## Vjetroagregati u Hrvatskoj
Vjetroelektrane u Hrvatskoj su započele svoj razvoj još 1988., kada je Končar postavio prvi vjetroagregat u brodogradilištu Uljanik, koji se i danas tamo nalazi, no onda je razvoj istoga obustavljen. Danas Končar ima postavljen prvi prototip svog modernog vjetroagregata na lokaciji Pometeno brdo u blizini Splita i pokušava uhvatiti korak s ostalim poznatim proizvođačima vjetroagregata.
Promatrajući karakteristike vjetra na prostoru Hrvatske, može se zaključiti da Hrvatska ima na desetke područja koja imaju zadovoljavajući vjetropotencijal za izgradnju elektrana. Mjerenja određenih karakteristika vjetra (brzina, smjer, učestalost) pokazala su kako je za iskorištavanje energije vjetra povoljnije područje Jadrana od kontinentalnog dijela Hrvatske. Stoga su prve hrvatske vjetroelektrane izgradene upravo na tom području. Za projekte vjetroelektrana je do sada iskazano najviše interesa na područjima Zadarske, Šibensko-kninske, Splitsko-dalmatinske i Dubrovačko-neretvanske županije.
U Hrvatskoj je trenutno 12 vjetroelektrana koje su u normalnom radu (lipanj 2014.) i koje isporučuju električnu energiju u elektroenergetski sustav Hrvatske. Instalirana snaga svih vjetrolektrana je 280 MW, u radu je 148 vjetroagregata koji isporučuju godišnje oko 810 GWh električne struje. Za usporedbu Termoelektrana Plomin ima snagu 330 MW i isporučuje godišnje oko 2173 GWh električne struje.
| Vjetroelektrana     | Instalirana snaga (MW) | Županija               | Godišnja proizvodnja (GWh) | Vjetroagregati i modeli                              | Puštena u rad | Opis   |
| ------------------- | ---------------------- | ---------------------- | -------------------------- | ---------------------------------------------------- | ------------- | ------ |
| VE Danilo           | 43,7                   | Šibensko-kninska       | 100                        | 19 × Enercon E-82 – 2,3 MW                           | 2014.         | [ 9 ]  |
| VE Vrataruša        | 42                     | Ličko-senjska          | 125                        | 14 × Vestas V90 - 3 MW                               | 2011.         | [ 10 ] |
| VE Kamensko-Voštane | 40                     | Splitsko-dalmatinska   | 114                        | 14 × Siemens SWT-3.0-101 – 3 MW                      | 2013.         | [ 11 ] |
| VE Bruška           | 36,8                   | Zadarska               | 122                        | 16 × Siemens SWT-93 - 2,3 MW                         | 2012.         | [ 12 ] |
| VE Ponikve          | 36,8                   | Dubrovačko-neretvanska | 122                        | 16 × Enercon E-70 - 2,3 MW                           | 2013.         | [ 13 ] |
| VE Jelinak          | 30                     | Splitsko-dalmatinska   | 81                         | 20 × Acciona Windpower – 1,5 MW                      | 2013.         | [ 14 ] |
| VE Trtar-Krtolin    | 11,2                   | Šibensko-kninska       | 28                         | 14 × Enercon E-48 - 0,8 MW                           | 2006.         | [ 15 ] |
| VE Crno brdo        | 10                     | Šibensko-kninska       | 27                         | 7 × Leitwind LTW77 – 1,5 MW                          | 2011.         | [ 16 ] |
| VE Orlice           | 9,6                    | Šibensko-kninska       | 25                         | 11 × Enercon (3 x E-48 – 0,8 MW + 8 x E-44 – 0,9 MW) | 2009.         | [ 17 ] |
| VE Velika Popina    | 9,2                    | Zadarska               | 26                         | 4 × Siemens SWT 93 – 2,3 MW                          | 2011.         | [ 18 ] |
| VE Ravne 1          | 6                      | Zadarska               | 15                         | 7 × Vestas V52 – 0,85 MW                             | 2004.         | [ 19 ] |
| VE Pometeno brdo 1  | 6                      | Splitsko-dalmatinska   | 15                         | 6 × Končar KO-VA 57/1 – 1 MW                         | 2012.         | [ 20 ] |
| Ukupno              | 280,5                  | Hrvatska               | 810                        | 148                                                  | lipanj 2014.  |        |

## Zanimljivosti
- trenutno najjači vjetroagregat je model Enercon E-126, koji ima nominalnu snagu od 7,58 MW. Ukupna visina tog vjetroagregata je 198 metara, a promjer lopatica 126 metara. Trenutno barem 5 proizvođača vjetroagregata radi na modelima prototipova od 10 MW;
- trenutno najveći promjer lopatica ima prototip vjetroagregata koji je ugradio proizvođač vjetroagregata Gamesa kod mjesta Jaulín, u blizini Zaragoze (Španjolska). Model G10X – 4,5 MW ima promjer lopatica 128 metara;
- najviši vjetroagregat je Fuhrländer vjetroagregat, kod mjesta Laasow (Brandenburg, Njemačka). Os rotora se nalazi na 160 metara, a lopatice rotora mogu dostići 205 metara. To je jedini vjetroagregat koji je viši od 200 metara.
- najveći vjetroagregat s okomitom osi vrtnje je na vjetroelektrani Cap-Chat (Quebec, Kanada), koji je visok 110 metara ii ma nazivnu snagu od 3,8 MW.
- neki vjetroagregati rade u blizini južnog pola, kao što su vjetroagregati Enercon E-33 (Antartika), koji opskrbljuju električnom strujom polarne baze Novog Zelanda i SAD-a (McMurdo Station) ili na polarnoj bazi Amundsen-Scott (nadograđeni vjetroagregati HR3 rade od 1997.).
- najučinkovitiji vjetroagregati se nalaze na vjetroelektrani Rønland u Danskoj. Svaki od 4 vjetroagregata proizveo je 63,2 GWh električne energije do lipnja 2010.
- vjetroagregati u blizini rudnika Veladero, koji se nalazi na Andama (Argentina), se nalaze na nadmorskoj visini od oko 4 100 metara, a rade od 2007.
- najveći plutajući vjetroagregat je Hywind, koji se nalazi u Sjevernom moru, 10 kilometara udaljen od norveške obale, a ima snagu 2,3 MW i toranj visine 120 metara, dok postolje radi na dubinama od 100 metara.

## Srodne teme
- vjetroelektrana
- energija vjetra
- elektroenergetski sustav
- električna energija
- obnovljiva energija
- vjetar
- Popis država sa značajnijom penetracijom energije vjetra u potrošnji električne energije

## Vanjske poveznice
- Portal Moja Energija  Arhivirana inačica izvorne stranice od 12. listopada 2018. (Wayback Machine)
- Institut Hrvoje Požar - Obnovljivi izvori energije  Arhivirana inačica izvorne stranice od 24. travnja 2010. (Wayback Machine)
- World Wind Energy Association (WWEA)  Arhivirana inačica izvorne stranice od 15. lipnja 2008. (Wayback Machine)
- Global Wind Energy Council (GWEC)
- Ministarstvo zaštite okoliša, prostornog uređenja i graditeljstva  Arhivirana inačica izvorne stranice od 19. travnja 2008. (Wayback Machine)